# ステートレス -彷徨の行方-
『ステートレス －彷徨の行方－』（ほうこうのゆくえ、原題: Stateless）は、2020年に放送されたオーストラリアのテレビドラマシリーズ。オーストラリアの移民拘留センターを舞台に、交錯する4人の運命を描く。ケイト・ブランシェットが原作・制作・出演を務め、他にイヴォンヌ・ストラホフスキー、アッシャー・ケディー、フェイザル・バジ、マルタ・デュッセルドープ、ドミニク・ウェストらが共演した。
全6話のミニシリーズで、オーストラリアでは2020年3月から4月にかけてABCで放送された。世界での放映権はNetflixが獲得し、2020年7月8日から日本語字幕版が配信された。

## あらすじ
舞台はオーストラリアの砂漠にある移民収容所。迫害から逃れたアフガン難民、カルト集団から逃れた航空会社のホステス、金のために転職したオーストラリア人の若い父親、国家的スキャンダルに巻き込まれた官僚、見ず知らずの4人の人生が交差し、思いもよらない深いつながりが生まれていく。

## キャスト

### メイン
※括弧内は日本語吹替。
ソフィ
演 - イヴォンヌ・ストラホフスキー（世戸さおり）
クレア
演 - アッシャー・ケディー（山像かおり）
アミール
演 - フェイザル・バジ（青山穣）
Margot
演 - マルタ・デュッセルドープ（きそひろこ）
Gordon
演 - ドミニク・ウェスト（内田直哉）
Pat
演 - ケイト・ブランシェット（藤本喜久子）
キャム
演 - ジェイ・コートニー（星野貴紀）
Mina
演 - ソラヤ・ハイダリ（多田このみ）
Harriet
演 - レイチェル・ハウス（斉藤貴美子）
Janice
演 - ケイト・ボックス（三井好美）
Sully
演 - クラレンス・ライアン（辻田啓一）
Farid
演 - クロード・ジャブール（奈良徹）
Sharee
演 - ローズ・ライリー（宇田川紫衣那）
Rosna
演 - ヘラナ・ソーウィレス（くわばらあきら）
Brian Ashworth
演 - ダレン・ギルシェナン（牛山茂）
テディ
演 - シド・ブリスベイン（加藤清司）
ロイ
演 - アレン・エドワーズ（谷内健）
ジュヌビエーブ
演 - サラー・パース（小宮和枝）

## エピソード
| 通算 話数 | タイトル                                                | 監督              | 脚本           | 放送日        | AUS視聴者数 |
| --------- | ------------------------------------------------------- | ----------------- | -------------- | ------------- | ----------- |
| 1         | "移民たちの事情" "The Circumstances in Which They Come" | Emma Freeman      | Elise McCredie | 2020年3月1日  | 441,000     |
| 2         | "匿名の女" "Incognita"                                  | Emma Freeman      | Elise McCredie | 2020年3月8日  | 363,000     |
| 3         | "正しいこと" "The Right Thing"                          | Emma Freeman      | Belinda Chayko | 2020年3月15日 | 390,000     |
| 4         | "ラン・ソフィ・ラン" "Run Sofie Run"                    | Jocelyn Moorhouse | Elise McCredie | 2020年3月22日 | 430,000     |
| 5         | "天使の糧" "Panis Angelicus"                            | Jocelyn Moorhouse | Belinda Chayko | 2020年3月29日 | 409,000     |
| 6         | "暴力者の地獄" "The Seventh Circle"                     | Jocelyn Moorhouse | Elise McCredie | 2020年4月5日  | 469,000     |

## 評価

### 批評
本作は批評家から好意的な評価を受けている。映画批評集積サイトのRotten Tomatoesには12件のレビューがあり、批評家支持率は83%、平均点は10点満点で7.6点となっている。また、Metacriticには9件のレビューがあり、加重平均値は75/100となっている。